# Hawaiian Gardens (Kalifornia)
Hawaiian Gardens város az USA Kalifornia államában, Los Angeles megyében. Lakosainak száma 14 149 fő (2020. április 1.).

## Népesség
A település népességének változása:

| 2010 | 14 254 |
| 2020 | 14 149 |